# Gladys Vasey
Gladys Vasey de soltera Johnstone (Blackpool, 8 de junio de 1889 - Aberystwyth, 22 de enero de 1981) fue una artista británica conocida por sus retratos y paisajes.

## Trayectoria
Vasey nació en Blackpool y se crio en Manchester y, tras asistir a una escuela de posgrado en Alemania, tomó clases privadas de arte en Manchester con el artista William Fitz en 1909. En 1911 se casó con Roland Vasey, un inspector de seguros y, durante un tiempo, vivió en Birkenhead y luego en Cheshire. En 1936 se mudó a Newlyn en Cornwall para asistir a la Escuela de Pintura Stanhope Forbes además de tomar clases con Lamorna Birch. Desde el comienzo de la Segunda Guerra Mundial, Vasey vivió principalmente en Gales y ganó el primer premio de pintura en el Royal National Eisteddfod de Gales en 1946. Fue miembro de la Academia de Bellas Artes de Manchester y expuso allí regularmente obras desde la década de 1930 hasta la de 1960. También fue miembro de la Sociedad de Mujeres Artistas y de la Royal Cambrian Academy y expuso regularmente en la Royal Society of Portrait Painters en la década de 1950 y, a lo largo de su carrera, en la exposición anual de arte moderno celebrada en la Atkinson Art Gallery de Southport A partir de 1957 escribió regularmente para la revista Art Quarterly. En la Biblioteca Nacional de Gales en Aberystwyth se llevó a cabo una exposición individual de su obra, Retratos y otras pinturas.  El mismo organismo organizó una exposición retrospectiva itinerante de su obra en 1991 y tanto la Biblioteca Nacional como la Galería de Arte de Manchester exponen su obra.